# He Got Game (bande originale)
Pour les articles homonymes, voir He Got Game.
Albums de Public Enemy
Muse Sick-n-Hour Mess Age
(1994) There's a Poison Goin' On...
(1999)
Singles
1. He Got Game
Sortie : Mai 1998

He Got Game est le sixième album studio de Public Enemy, sorti le 21 avril 1998.
L'album, qui a également servi de bande originale au film homonyme de Spike Lee, s'est classé 10e au Top R&B/Hip-Hop Albums et 26e au Billboard 200.

## Liste des titres
| No  | Titre                                    | Contient un (des) sample(s) de                                                                                  | Durée |
| --- | ---------------------------------------- | --- | ----- |
| 1.  | Resurrection (featuring Masta Killa)     | | 4:20  |
| 2.  | He Got Game (featuring Stephen Stills)   | For What It's Worth de Buffalo Springfield                                                                      | 4:46  |
| 3.  | Unstoppable (featuring KRS-One)          | | 3:14  |
| 4.  | Shake Your Booty                         | Do It Any Way You Wanna de People's Choice                                                                      | 3:45  |
| 5.  | Is Your God a Dog                        | UFO d'ESG | 5:08  |
| 6.  | House of the Rising Son                  | Won't Get Fooled Again des Who Long Red de Mountain                                                             | 3:16  |
| 7.  | Revelation 33⅓ Revolutions               | | 4:11  |
| 8.  | Game Face (featuring Smoothe da Hustler) | James Bond Theme de John Barry et Monty Norman Buck Whylin' de Terminator X featuring Chuck D et Sister Souljah | 3:17  |
| 9.  | Politics of the Sneaker Pimps            | | 3:16  |
| 10. | What You Need Is Jesus                   | Bring the Noise de Public Enemy How High (Remix) de Method Man & Redman                                         | 3:29  |
| 11. | Super Agent                              | The Payback de James Brown Rebel Without a Pause de Public Enemy Da Mystery of Chessboxin' du Wu-Tang Clan      | 3:35  |
| 12. | Go Cat Go                                | Blue Suede Shoes d'Elvis Presley Flava in Ya Ear de Craig Mack                                                  | 3:48  |
| 13. | Sudden Death (Interlude)                 | | 2:04  |